# Мумбаї – Нагпур – Дхарсугуда
Мумбаї – Нагпур – Дхарсугуда – газопровід у центральній Індії, спорудження якого ведеться у першій половині 2020-х років.
Трубопровід бере початок неподалік від східної околиці агломерації Мумбаї, в районі Мхаскал, та прямує через Нагпур до Дхарсугуда у штаті Одіша. Довжина цієї основної ділянки становить 1390 км, з яких 698 км до Нагпур виконані в діаметрі 600 мм, тоді як для відтинку до Дхарсугуда довжиною 692 км обрали діаметр 450 мм. Також система має включати велике відгалуження до Джабалпур у штаті Мадг’я-Прадеш завдовжки 317 км, яке матиме діаметр 450 мм та 300 мм (160 км та 157 км відповідно).
Через Мхаскал проходить газопровід Дахедж – Дабхол, який, зокрема, надає доступ до ресурсу, імпортованого через кілька ЗПГ-терміналів на західному узбережжі Індії. Втім, за проектом у системі Мумбаї – Дхарсугуда передбачено двосторонній рух, тому створення в районі Дхарсугуда сполучення із газопроводом Дхамра – Бокаро надасть доступ до ресурсу з терміналу ЗПГ Дхамра, що працює на східному узбережжі.  
Станом на середину 2023 року було проведене зварювання 86% труб на ділянці Мхаскал – Нагпур, 26% для Нагпур – Джарсугуда та 63% для Нагпур – Джабалпур. Завершення будівництва заплановане на 2024 рік.
Спорудження трубопроводу полегшується тим, що його траса проходить паралельно новій автомагістралі.